# 백인대
백인대(白仞臺)는 경기도 광주시 곤지암읍에 있다. 2008년 4월 21일 광주시의 향토문화유산 제2호로 지정되었다.
백인대는 조선 인조대 송시열이 이 지역 출신의 제자 구문찬과 경학강론과 시문화답을 나누던 곳으로 1937년 구문찬의 후손이 육각정을 지었으나 훼손된 것을 1996년에 지금 모습으로 복원한 것으로 전한다.

## 개요
백인대(白仞臺)는 하천을 낀절벽에 있어 배를 타고건너가서 계단으로 올라가게되어있다. 조선 후기의 성리학자 송시열이 이 지역 출신의 제자로 알려진 구문찬과 강론(講論)하며 시문(詩文)으로 화답을 나누던 곳으로 알려진 장소이다. 1937년 구문찬의 후손이 6각정을 지었으나 훼손된 것을 1996년 지금의 모습으로 복원하였다 한다.
현재의 백인대는 콘크리트 건물로 6각형 단층이며, 초익공, 겹처마에 모임지붕으로 꾸몄다. 막새기와를 사용하였으며, 내림마루 끝단에는 망와를 세웠다. 모임지붕 한가운데는 절병통을 세웠으나 지금은 탈락되어 있다. 정자 외곽에 계자 난간을 설치하였다.

## 참고 문헌
- 『광주시 향토문화유산지정 조사보고서』(2007)